# Dekanat poznański
Dekanat poznański – jeden z siedmiu dekanatów eparchii wrocławsko-koszalińskiej, metropolii przemysko-warszawskiej, Kościoła greckokatolickiego w Polsce. Siedzibą dekanatu jest Poznań, gdzie rezyduje protoprezbiter(dziekan) – ks. Roman Kiłyk, mający pod swoją jurysdykcją 6 parafii. Utworzony 1 grudnia 2017 dekretem biskupa Włodzimierza Juszczaka.

## Parafie
Do dekanatu poznańskiego należą parafie:
Bydgoszcz – parafia św. Michała Archanioła
- świątynia parafialna – nabożeństwa odprawiane w kaplicy akademickiej przy bazylice pw. św. Wincentego a Paulo

Inowrocław – duszpasterstwo greckokatolickie
- świątynia parafialna – nabożeństwa odprawiane w rzymskokatolickim kościele pw. św. Ducha

Kalisz – parafia św. Mikołaja
- świątynia parafialna – nabożeństwa odprawiane w rzymskokatolickiej katedrze pw. św. Mikołaja

Kępno – parafia Wszystkich Świętych
- świątynia parafialna – nabożeństwa odprawiane w rzymskokatolickiej kaplicy pw. Wszystkich Świętych (na terenie cmentarza)

Ostrów Wielkopolski – duszpasterstwo greckokatolickie
- świątynia parafialna – nabożeństwa odprawiane w rzymskokatolickiej kaplicy klasztoru Sióstr Klarysek Kapucynek

Piła – duszpasterstwo greckokatolickie
- świątynia parafialna – nabożeństwa odprawiane w kaplicy rzymskokatolickiej pw. św. Jana Bosko

Poznań – parafia Opieki Matki Bożej
- świątynia parafialna – Cerkiew Opieki Matki Bożej w Poznaniu

Tarnowo Podgórne – duszpasterstwo greckokatolickie
- świątynia parafialna – nabożeństwa odprawiane w kościele rzymskokatolickim pw. Wszystkich Świętych

Wałcz – Parafia greckokatolicka Podwyższenia Krzyża Pańskiego
- świątynia parafialna – cerkiew Podwyższenia Krzyża Świętego